# Emilio Morenatti
Emilio Morenatti   (Hospital General de la Defensa Orad y Gajías, 1969) és un fotògraf espanyol, criat a Jerez de la Frontera.
Va estudiar disseny gràfic i el 1992 es va unir a l'Agència EFE.
Des del 2004 treballa per Associated Press cobrint desastres naturals, guerres i notícies d'actualitat.
Va ser segrestat el 2006 a la ciutat de Gaza. El 12 d'agost de 2009 va sofrir un atemptat mentre viatjava amb forces militars nord-americanes per Kandahar (Afganistan). A conseqüència de l'explosió, se li va amputar un peu. És el cap de fotografia d'Associated Press a Espanya i Portugal.
El 2007 va rebre una menció d'honor en els World Press Photo de 2007. El maig de 2009 va ser guardonat amb el premi FotoPres 2009 atorgat per l'Obra Social "La Caixa". El seu treball mostra quinze dones amb el rostre desfigurat per atacs amb àcid a Pakistan Ha estat seleccionat com el fotoperiodista de l'any de 2010 per l'Associació Nacional de Fotògrafs de Premsa, dels Estats Units. Una fotografia seva de la vaga general del 29 de març de 2012 a Barcelona ha estat guardonada amb el tercer premi de la categoria de fets contemporanis en el World Press Photo. Va aconseguir el Premi Ortega y Gasset de periodisme gràfic el 2013, i el Premi Solidaris 2015 de l'ONCE. El 2021 rep el prestigiós Premi Pulitzer de fotografia per les seves instantànies dels primers mesos de la pandèmia de COVID-19 a Catalunya.